# 산포초등학교 덕례분교
산포초등학교 덕례분교는 대한민국 전라남도 나주시 산포면 등정덕례길 119 (덕례리)에 있었던 공립 초등학교이다.

## 연혁
- 1968년 10월 2일 산포국민학교 덕례분교장 설립인가
- 1969년 3월 1일 덕례국민학교 설립인가
- 1996년 3월 1일 덕례초등학교로 개칭
- 1999년 9월 1일 산포초등학교 덕례분교로 편입
- 2013년 3월 1일 폐교